# Darmannes
Darmannes est une commune française située dans le département de la Haute-Marne, en région Grand Est. Le village se situe dans la région du Bassigny en Haute-Marne. Le village se situe proche des villages de Mareilles ainsi que de Treix.
Les habitants de Darmannes s’appellent les Darmmanois.

## Géographie
Darmannes est une commune rural situé dans la région centrale du Bassigny en Haute-Marne. 

### Paysage
Darmannes se situe sur le plateau de Treix mais le terrain reste légèrement vallonné. Le paysage varie entre champs et forêts. On peut aussi apercevoir des éoliennes à l'est du village.

### Hydrographie
La commune est dans la région hydrographique « la Seine de sa source au confluent de l'Oise (exclu) » au sein du bassin Seine-Normandie. Elle n'est drainée par aucun cours d'eau,.

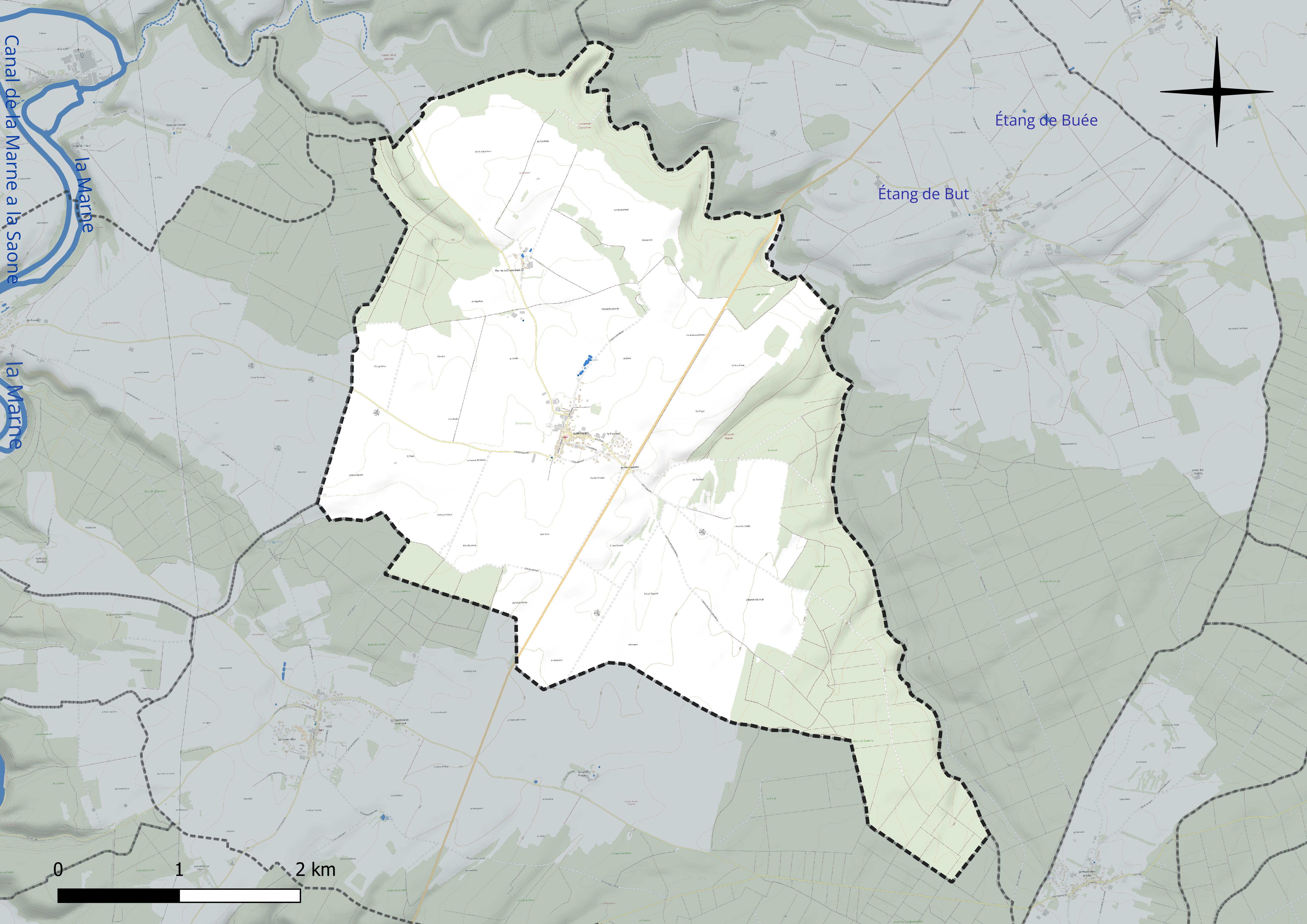
Réseau hydrographique de Darmannes.

### Climat
Pour des articles plus généraux, voir Climat du Grand Est et Climat de la Haute-Marne.
En 2010, le climat de la commune est de type climat de montagne, selon une étude du Centre national de la recherche scientifique s'appuyant sur une série de données couvrant la période 1971-2000. En 2020, Météo-France publie une typologie des climats de la France métropolitaine dans laquelle la commune est exposée à un climat océanique altéré et est dans la région climatique  Lorraine, plateau de Langres, Morvan, caractérisée par un hiver rude (1,5 °C), des vents modérés et des brouillards fréquents en automne et hiver. 
Pour la période 1971-2000, la température annuelle moyenne est de 9,6 °C, avec une amplitude thermique annuelle de 16,5 °C. Le cumul annuel moyen de précipitations est de 986 mm, avec 13,4 jours de précipitations en janvier et 9,4 jours en juillet. Pour la période 1991-2020, la température moyenne annuelle observée sur la station météorologique de Météo-France la plus proche, « Bourdons_sapc », sur la commune de Bourdons-sur-Rognon à 10 km à vol d'oiseau, est de 10,0 °C et le cumul annuel moyen de précipitations est de 1 011,1 mm. 
La température maximale relevée sur cette station est de 40,1 °C, atteinte le 25 juillet 2019 ; la température minimale est de −22,1 °C, atteinte le 20 décembre 2009,,. 
Les paramètres climatiques de la commune ont été estimés pour le milieu du siècle (2041-2070) selon différents scénarios d'émission de gaz à effet de serre à partir des nouvelles projections climatiques de référence DRIAS-2020. Ils sont consultables sur un site dédié publié par Météo-France en novembre 2022.

## Urbanisme

### Typologie
Au 1er janvier 2024, Darmannes est catégorisée commune rurale à habitat dispersé, selon la nouvelle grille communale de densité à sept niveaux définie par l'Insee en 2022.
Elle est située hors unité urbaine. Par ailleurs la commune fait partie de l'aire d'attraction de Chaumont, dont elle est une commune de la couronne,. Cette aire, qui regroupe 112 communes, est catégorisée dans les aires de 50 000 à moins de 200 000 habitants,.

### Occupation des sols
L'occupation des sols de la commune, telle qu'elle ressort de la base de données européenne d’occupation biophysique des sols Corine Land Cover (CLC), est marquée par l'importance des territoires agricoles (64,4 % en 2018), en augmentation par rapport à 1990 (63,2 %). La répartition détaillée en 2018 est la suivante : 
terres arables (59 %), forêts (34 %), prairies (5,4 %), zones urbanisées (1,5 %), milieux à végétation arbustive et/ou herbacée (0,1 %). L'évolution de l’occupation des sols de la commune et de ses infrastructures peut être observée sur les différentes représentations cartographiques du territoire : la carte de Cassini (XVIIIe siècle), la carte d'état-major (1820-1866) et les cartes ou photos aériennes de l'IGN pour la période actuelle (1950 à aujourd'hui).

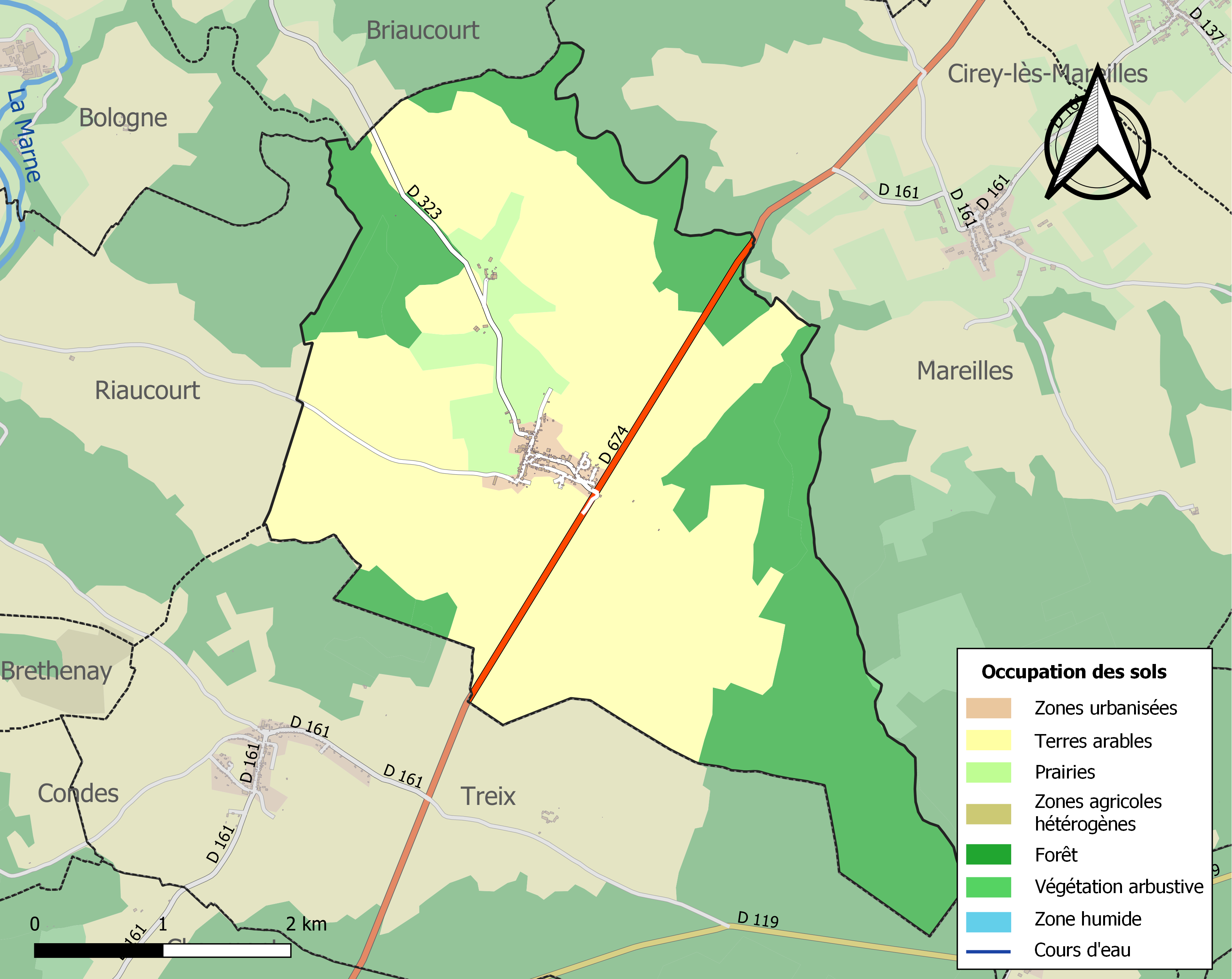
Carte des infrastructures et de l'occupation des sols de la commune en 2018 (CLC).

### Lieu-dit, hameau et écart
Seufchay est un écart à l'ouest du village. Il est composé de grange et de plusieurs maisons. Il s'avère être une ferme.
L'ancien lieu-dit de Stron est maintenant intégré dans la ville. Il reste pour seule trace le nom d'une rue: "rue de Stron"

### Logement
Sur les 109 logements que compte le village, 5 sont vacants (4,6%). Cela représente une baisse de 6 logements. Aussi, 3,7% sont des logements secondaires ou occasionnels. 91,7% des logements sont des résidences principales.
27,3% des habitants de Darmannes sont présents depuis plus de 30 ans contre 10% ayant emménagé il y a a moins de 2 ans.
Les lotissements des Perrières et du Bouton d'Or se situent à l'est du village.

### Morphologie urbaine
Le centre-ville du village s'étend le long des rues de Stron et D323 dite rue du Four. Il s'arrête à la D674.

### Voie de communication et transport
Le village n'est desservi par aucun réseau de transport en commun. Néanmoins, la D674, passe à proximité directe du village.

## Toponymie
Le nom de la localité est attesté sous les formes Darmanna (1155) ; Darmannia (1165) ; Darmandes (1182) ; Dalmania (1216) ; Darmania (1231) ; Darmanne (1233) ; Dermanne (1276-78) ; Darmenne (1419) ; Darmanes (1770) ; Darmannes (1889).

## Histoire
Combat dans la période de juin 1940 :
Mémoires du caporal Francois Christin : au début du mois de juin 1940, le 57e bataillon mitrailleurs motorisé reçut l'ordre de prendre position de combat dans la région de Darmannes (Haute-Marne). Il y a eu des morts. Pour prendre le village de Darmannes les troupes allemandes se sont servies de soldats français comme boucliers pour essayer de l'investir.
Une sérieuse résistance les obligea à battre en retraite à la fin de la journée du 17 juin.
Le lendemain, au matin, un violent tir d'artillerie sur le village en feu. Malgré notre résistance nous avons été faits prisonniers, les armes à la main le 18 juin 1940.
Ordre du jour du colonel Beaupuis :
Soldats français, vous êtes encerclés sur une circonférence de 60 kilomètres. Vous ne recevrez aucun renfort. Vous devez résister jusqu'à la mort pour sauver l'honneur de la France.
Colonel Beaupuis.

## Politique et administration
| Période                                  | Période  | Identité                  | Étiquette | Qualité |
| ---------------------------------------- | -------- | ------------------------- | --------- | ------- |
| avant 1981                               | ?        | Georges Hugueny           |           |         |
| mars 2001                                | 2020     | Pierre Brizion            |           |         |
| 2020                                     | En cours | Emmanuel Hubert Depoisson |           |         |
| Les données manquantes sont à compléter. |          |                           |           |         |

### Finances communales
La dette de Darmannes s'élèverait à 495 450€ soit 1877€ par habitant.

## Équipement et Service Public
Le village est équipé d'une salle polyvalente.
La mairie met aussi a disposition "le bâtiment de Stron". Ce bâtiment peut servir pour des rassemblements familiaux ou pour des fêtes.

### Enseignements
La commune propose des services de transports des élèves vers l'école en autocar.

## Population et société

### Démographie

#### Évolution démographique
L'évolution du nombre d'habitants est connue à travers les recensements de la population effectués dans la commune depuis 1793. Pour les communes de moins de 10 000 habitants, une enquête de recensement portant sur toute la population est réalisée tous les cinq ans, les populations de référence des années intermédiaires étant quant à elles estimées par interpolation ou extrapolation. Pour la commune, le premier recensement exhaustif entrant dans le cadre du nouveau dispositif a été réalisé en 2007.

En 2022, la commune comptait 243 habitants, en évolution de −5,45 % par rapport à 2016 (Haute-Marne : −4,62 %, France hors Mayotte : +2,11 %).
| 1793 | 1800 | 1806 | 1821 | 1831 | 1836 | 1841 | 1846 | 1851 |
| ---- | ---- | ---- | ---- | ---- | ---- | ---- | ---- | ---- |
| 282  | 289  | 319  | 317  | 312  | 318  | 319  | 330  | 351  |

| 1856 | 1861 | 1866 | 1872 | 1876 | 1881 | 1886 | 1891 | 1896 |
| ---- | ---- | ---- | ---- | ---- | ---- | ---- | ---- | ---- |
| 308  | 326  | 321  | 290  | 292  | 261  | 255  | 229  | 201  |

| 1901 | 1906 | 1911 | 1921 | 1926 | 1931 | 1936 | 1946 | 1954 |
| ---- | ---- | ---- | ---- | ---- | ---- | ---- | ---- | ---- |
| 210  | 200  | 184  | 176  | 186  | 171  | 162  | 137  | 171  |

| 1962 | 1968 | 1975 | 1982 | 1990 | 1999 | 2006 | 2007 | 2012 |
| ---- | ---- | ---- | ---- | ---- | ---- | ---- | ---- | ---- |
| 140  | 149  | 137  | 181  | 165  | 162  | 243  | 255  | 250  |

| 2017 | 2022 | - | - | - | - | - | - | - |
| ---- | ---- | - | - | - | - | - | - | - |
| 260  | 243  | - | - | - | - | - | - | - |

## Économie

### Emploi
78,3% des habitants de Darmannes sont actifs et ont un emploi contre seulement 3,1% de chômeurs. 20% de ces chômeurs sont des 15-24 ans. 6,2% sont des retraités et enfin, 9,9% sont des étudiants et stagiaires non-rémunérés.

## Lieux et monuments
- Les deux lavoirs où se déroulent quelques fêtes.
- L'Église Saint-Martin de Darmannes datant du XIIIe siècle.

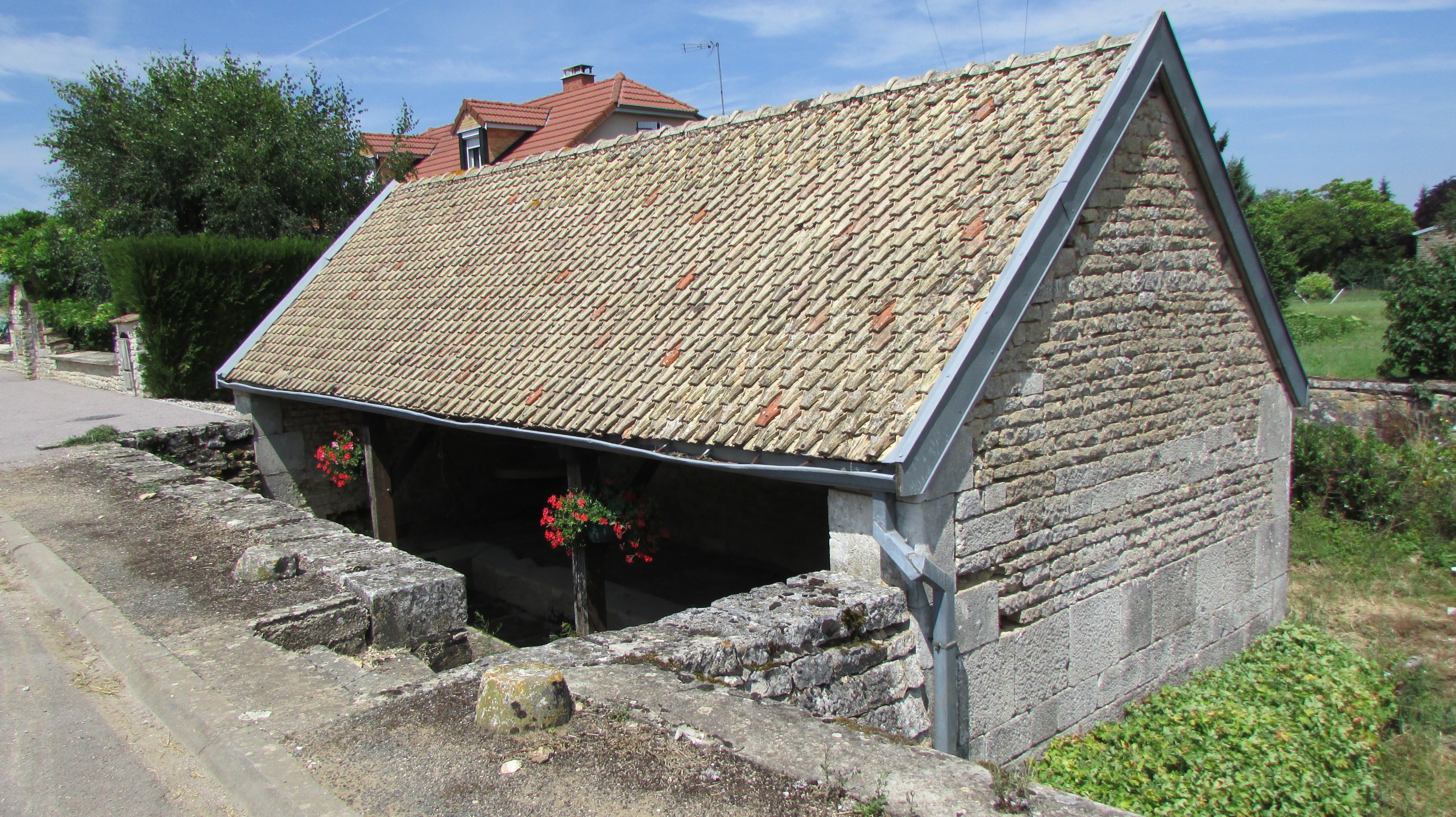
Le lavoir de Darmannes.
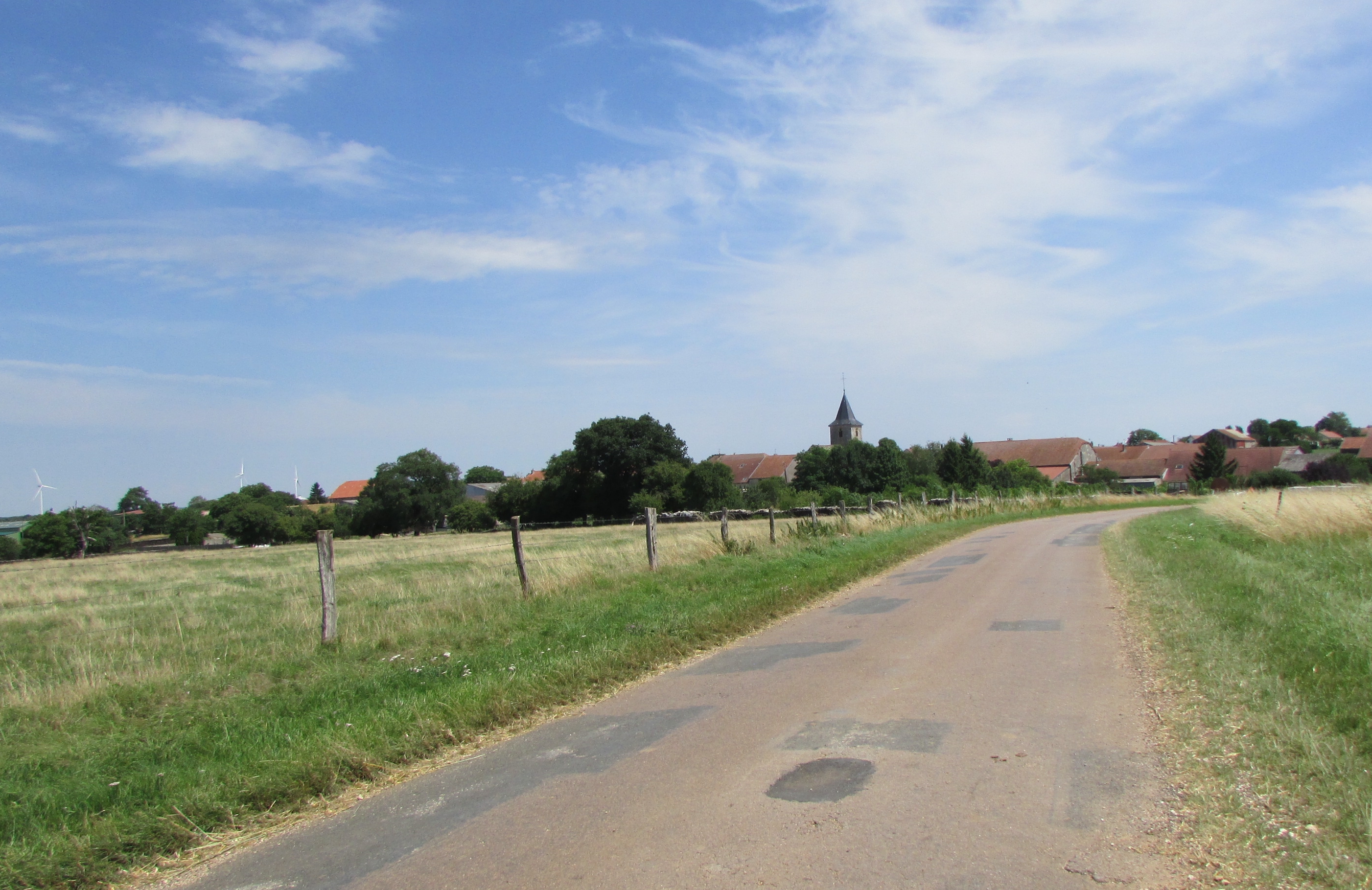
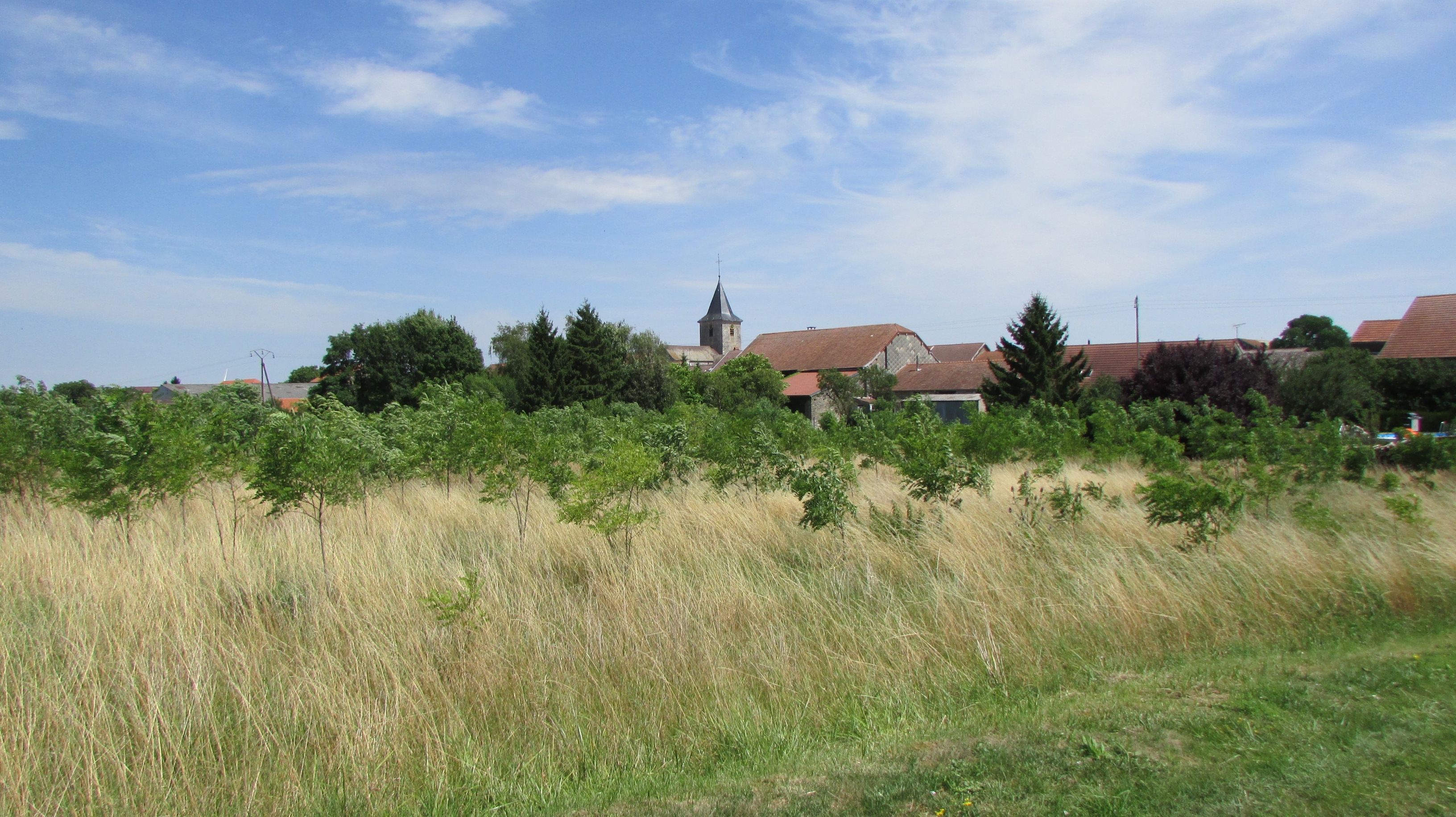
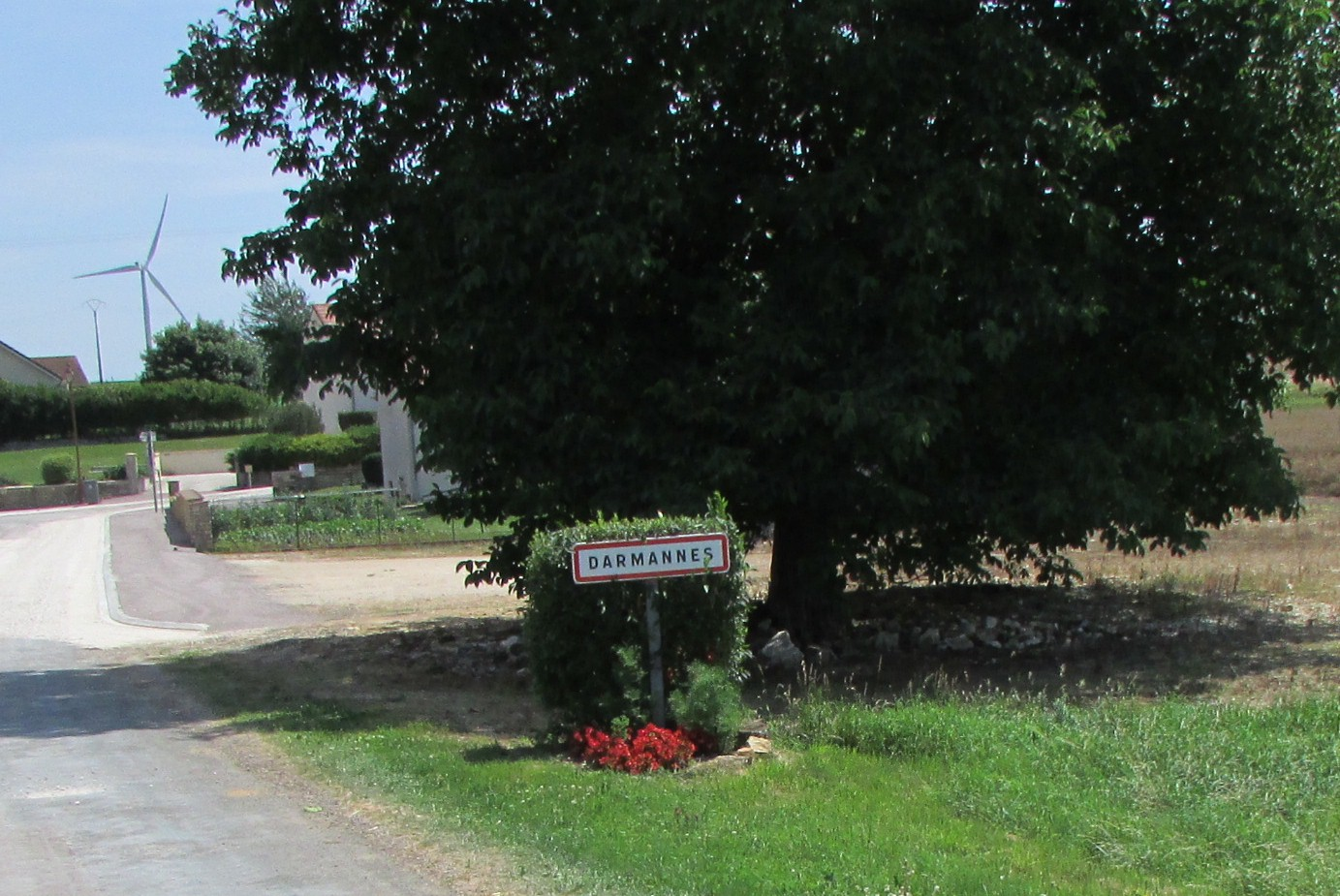
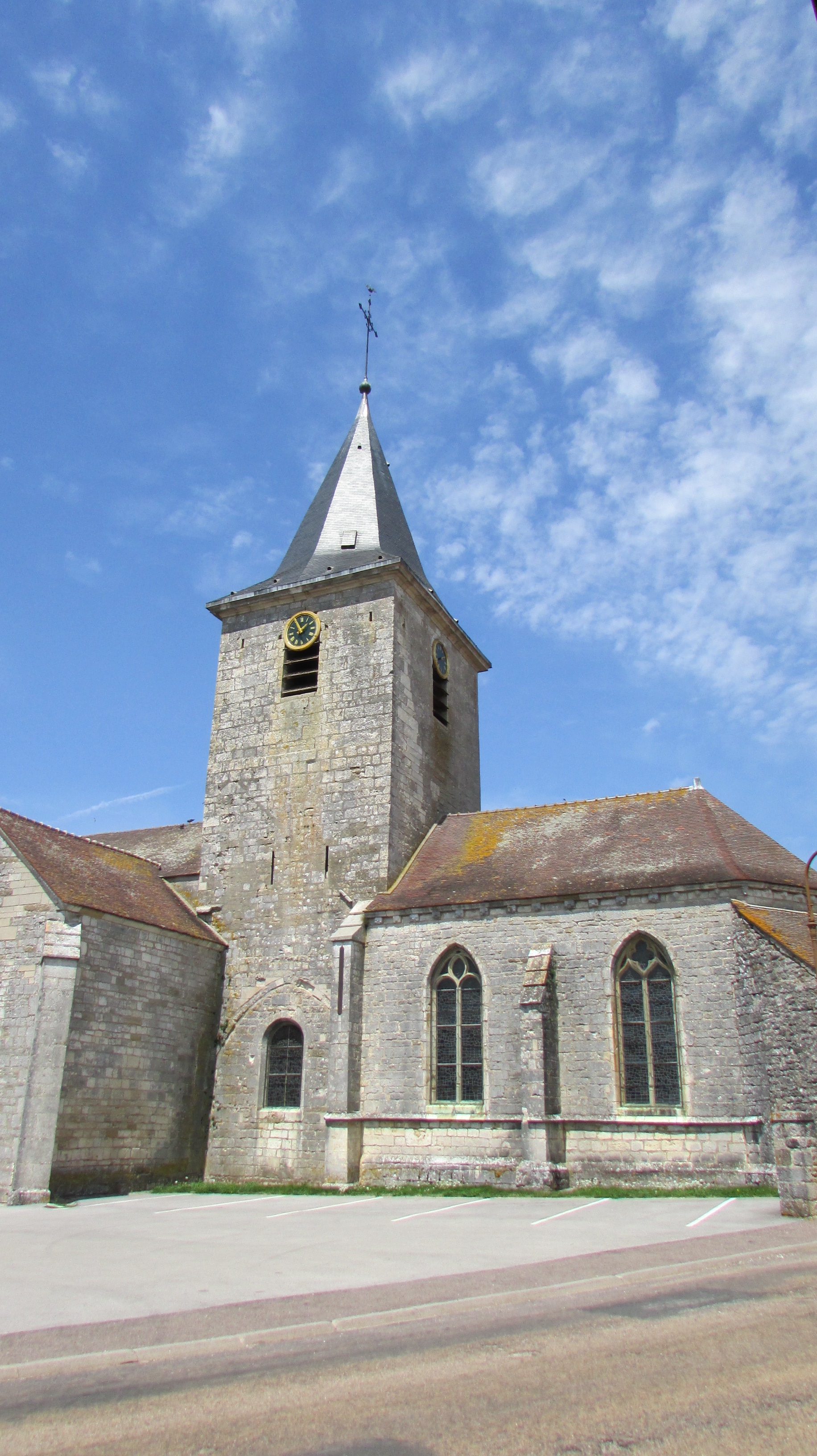
L'église
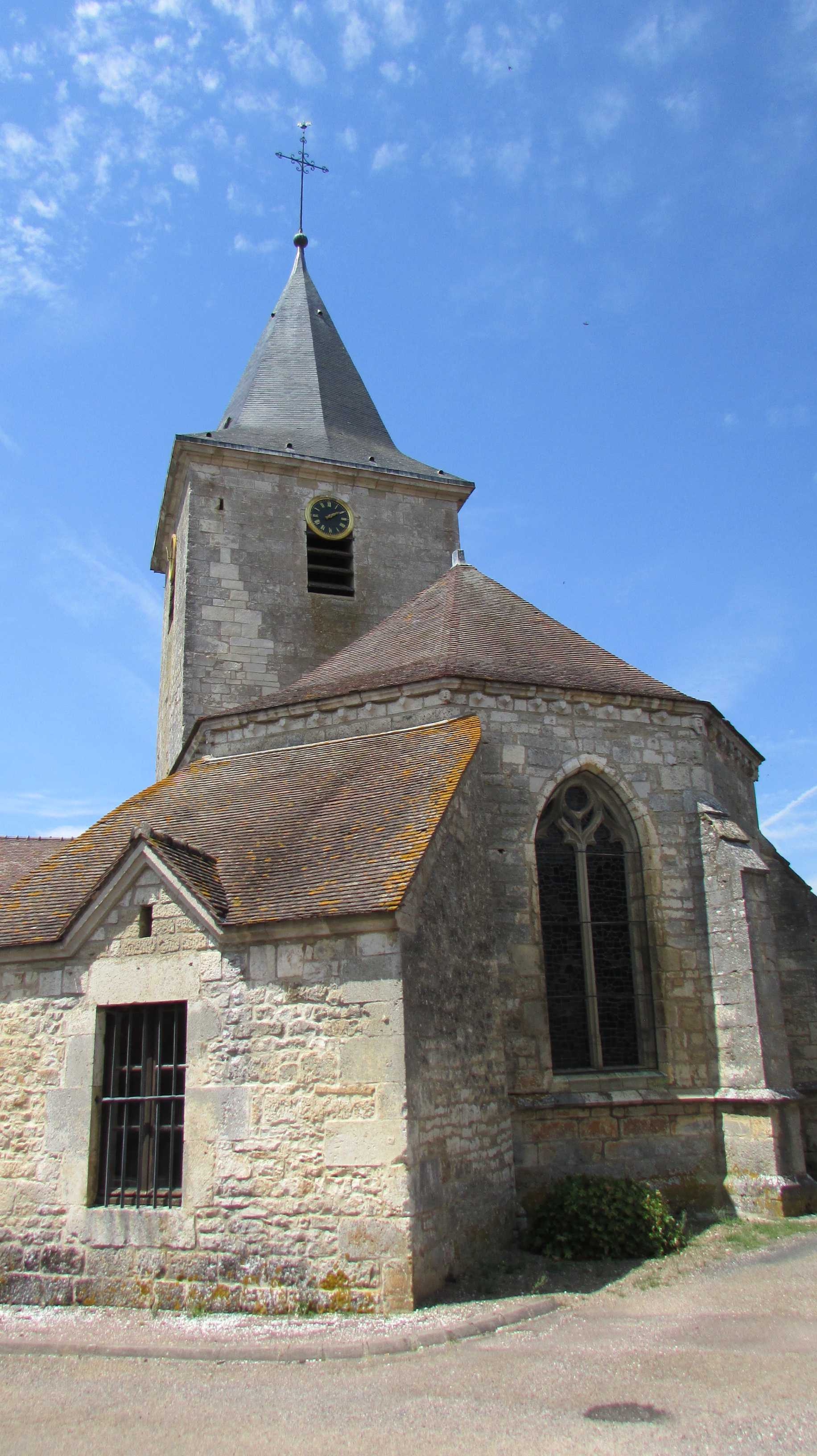
st-Martin.

## Voir aussi

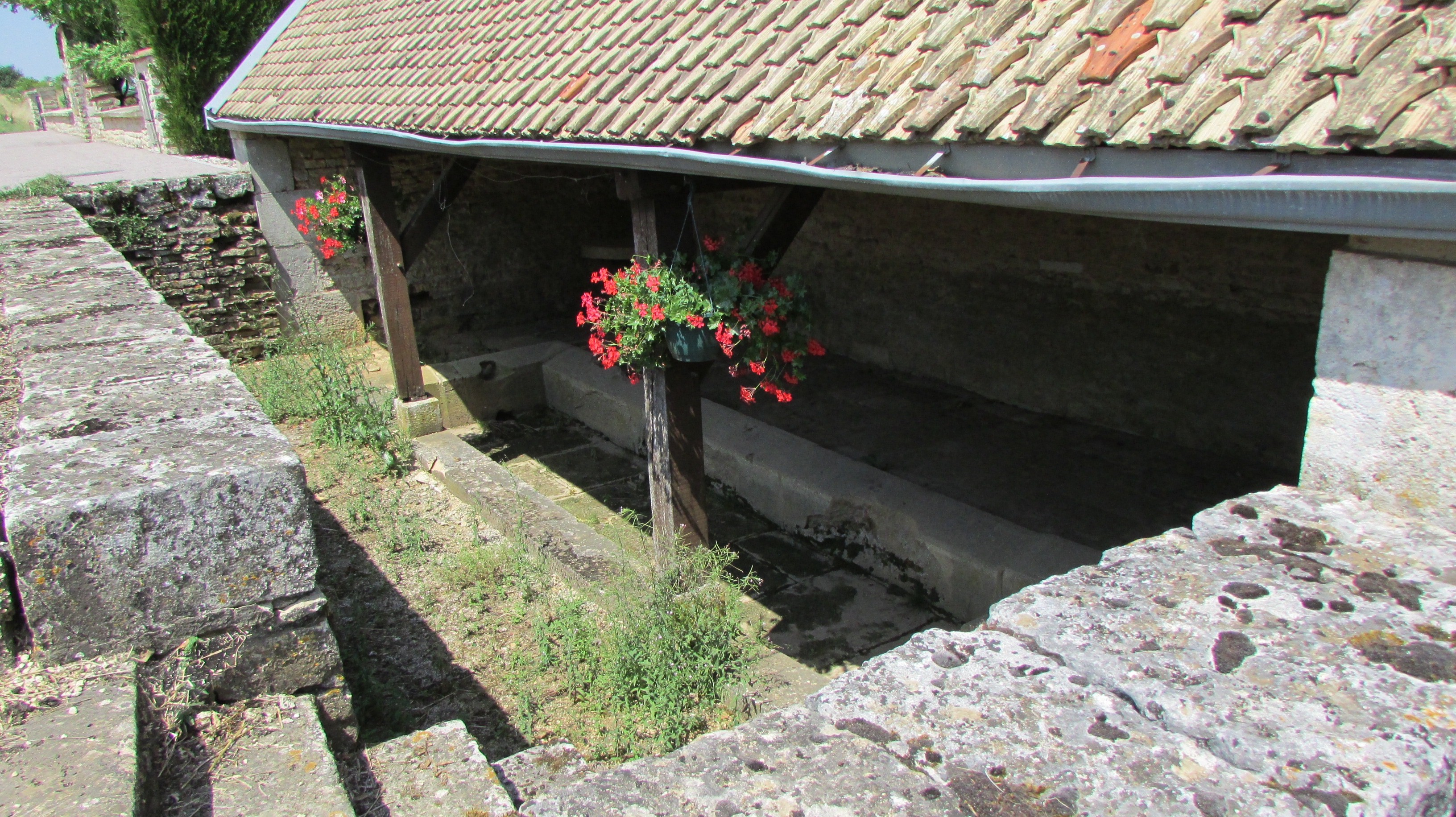
Le lavoir de Darmannes.